# Xylopia multiflora
Xylopia multiflora är en kirimojaväxtart som beskrevs av Robert Elias Fries. Xylopia multiflora ingår i släktet Xylopia och familjen kirimojaväxter. Inga underarter finns listade i Catalogue of Life.